# Lavado a la piedra

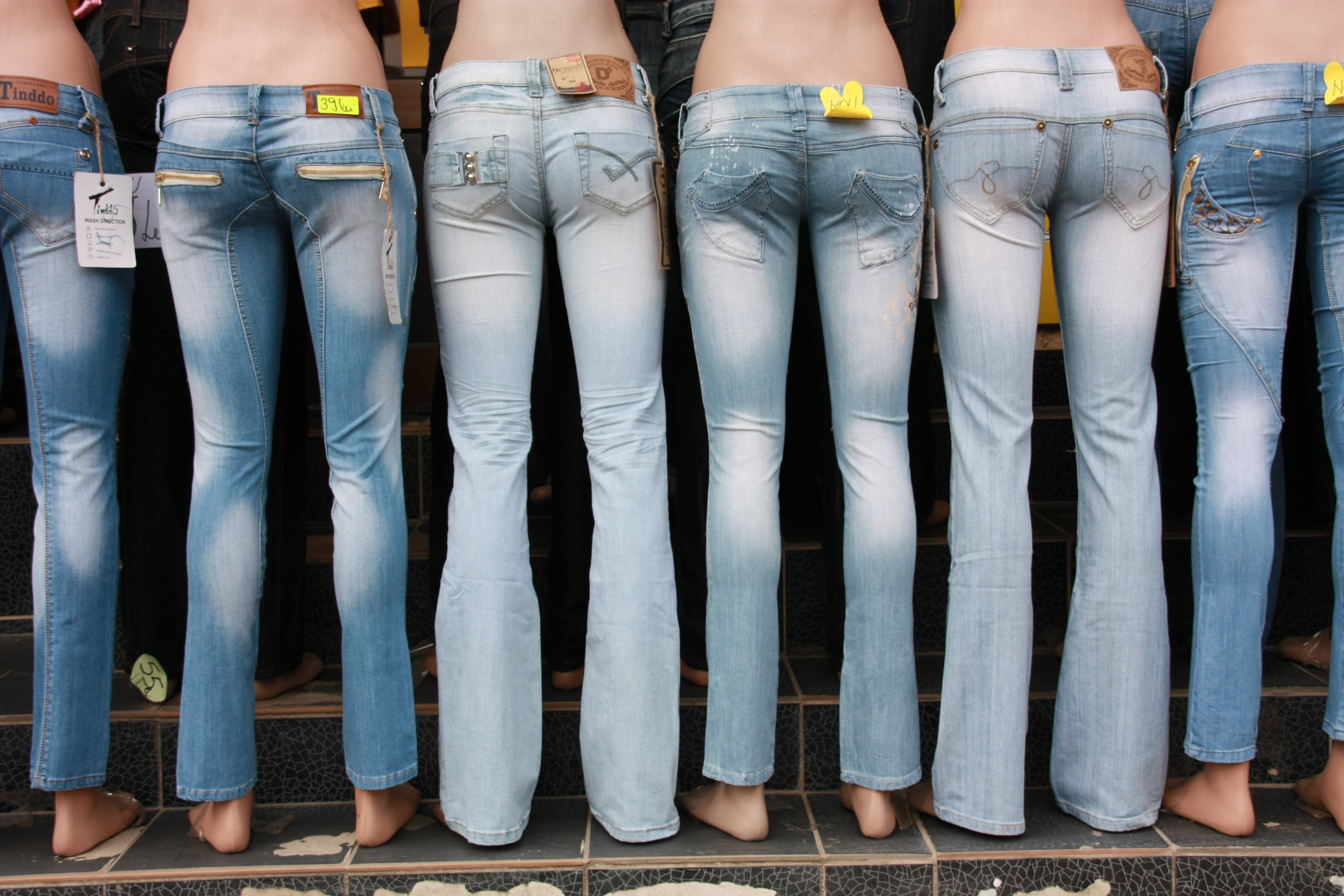
Vaqueros lavados a la piedra

El lavado a la piedra es un procedimiento en la manufactura textil utilizado para dar una apariencia desgastada a los  tejidos nuevos. Además de un aspecto de moda o de estética, puede hacer los tejidos rugosos y rígidos como el denim y la lona más suaves y flexibles.
Se procede a añadir piedras de pumicita al tejido en una lavadora industrial, así como ciertos productos químicos. Varias empresas pretenden haber inventado el procedimiento. Según la Levi Strauss & Co., fue un empleado de la manufactura Great Western Garment Co, posteriormente adquirida por la misma Levi's. El inventor Claude Blankiet también reclama la paternidad así como la empresa japonesa de distribución de Vaqueros Edwin.
La técnica recibió críticas de los movimientos ecologistas cuando las volúmenes de pumicitat necesitados por la industria amenazaron cada vez más el paisaje en Italia, Grecia y Turquía, así como las montañas sagradas de los pueblos indígenas de América en California, Arizona y Nuevo México.
Se han desarrollado nuevas técnicas para obtener el mismo efecto visual usando cloro (y también lejía, sobre todo utilizada de manera casera para envejecer vaqueros por el movimiento punk) o enzimas como la celulasa y otras que metabolizan las fibras de celulosa, originalmente empleadas en la industria papelera y alimentaria. También se ha utilizado el proceso mecánico del arenado, para obtener un aspecto muy usado y con agujeros, según la moda del momento. Esta técnica también es controvertida, por las condiciones de trabajo muy malas y las enfermedades pulmonares (silicosis) como consecuencia del polvo y de la poca protección de los trabajadores.